# Кубок ліги СРСР 1988—1989
Кубок ліги 1988/1989 — хокейний турнір, який проводився серед провідних команд вищої ліги чемпіонату СРСР у березні-травні 1989 року.

## Історія
Чемпіонат СРСР у сезоні 1988/1989 проводився по в два етапи. Десять кращих клубів, які вийшли до фінальної групи, також взяли участь у Кубку ліги. Спочатку команди, які посіли напершому етапі місця з 5-го по 10-те провели двоколовий турнір. Дві путівки до чвертьфіналу здобули київський «Сокіл» і свердловський «Автомобіліст». У півфіналі грав квартет, котрий домінував і в першості. Перемогу у турнірі здобула команда «Крила Рад» (Москва). Дмитро Христич з «Сокола» став найрезультативнішим гравцем турніру.
Одні з хокейних експертів вважають цей турнір останнім розіграшем Кубка СРСР, інші — окремим змаганням. Останні свою позицію аргументують тим, що на відміну від Кубка СРСР, тут грали лише команди вищої ліги.

## Попередній раунд
|    | Клуб                         | І  | В | Н | П | ЗШ | ПШ | Очки |
| -- | ---------------------------- | -- | - | - | - | -- | -- | ---- |
| 1. | «Сокіл» (Київ)               | 10 | 6 | 1 | 3 | 46 | 40 | 13   |
| 2. | «Автомобіліст» (Свердловськ) | 10 | 6 | 0 | 4 | 49 | 29 | 12   |
| 3. | «Трактор» (Челябінськ)       | 10 | 5 | 0 | 5 | 28 | 25 | 10   |
| 4. | «Динамо» (Рига)              | 10 | 3 | 3 | 4 | 28 | 34 | 9    |
| 5. | СКА (Ленінград)              | 10 | 4 | 1 | 5 | 27 | 37 | 9    |
| 6. | «Спартак» (Москва)           | 10 | 3 | 1 | 6 | 31 | 44 | 7    |

## Чвертьфінал
- «Сокіл» (Київ) — «Динамо» (Москва) 1:2 (4:5, 5:3, 5:9)
- Автомобіліст Свердловськ — «Крила Рад» (Москва) 1:2 (6:3, 5:6, 6:9)

## Півфінал
- «Динамо» (Москва) — ЦСКА (Москва) 2:0 (3:2, 4:3)
- «Крила Рад» (Москва) — «Хімік» (Воскресенськ) 2:0 (6:4, 2:1 OT)

## Фінал
- «Крила Рад» (Москва) — «Динамо» (Москва) 2:0 (4:2, 4:1)

| 14 травня 1989 |

| «Динамо» (Москва)                  | 2 : 4 | «Крила Рад» (Москва)                                                                                  |
| ---------------------------------- | ----- | --- |
| Жамнов (34) Семак (Зубрильчев, 38) |       | Гордіюк (4, біл.) Хмильов (Харін, Авдєєв, 23) Расько (Кожевников, 51) Кожевников (Авдєєв, Расько, 55) |

| «Лужники» |

| 16 травня 1989 |

| «Крила Рад» (Москва)                                                          | 4 : 1 | «Динамо» (Москва)    |
| ----------------------------------------------------------------------------- | ----- | -------------------- |
| Харін (Нємчинов, 28) Єсмантович (30) Єсмантович (Золотов, 33) Кожевников (43) |       | Жамнов (Корольов, 4) |

| «Лужники» |

## Чемпіони
Склад переможців турніру:
- Воротар: Олег Браташ;
- Захисники: Валерій Бондарєв, Костянтин Курашов, Олександр Лисенко, Дмитро Миронов, Сергій Макаров, Андрій Смирнов, Юрій Страхов[ru], Федір Канарейкін;
- Нападники: Олександр Кожевников, Сергій Нємчинов, Іван Авдєєв, Віктор Гордіюк[ru], Сергій Золотов, Ігор Єсмантович, Юрій Хмильов, Сергій Харін, Ігор Расько, Андрій Потайчук, Михайло Панін[en], Сергій Одинцов.
- Головний тренер: Ігор Дмитрієв[en]. Тренери: Юрій Лебедєв[ru], Сергій Котов[ru].

## Бомбардири
| Команда         | Голи | Бомбардири |
| --------------- | ---- | --- |
| «Крила Рад»     | 34   | Олександр Кожевников — 6, Іван Авдєєв — 4, Віктор Гордіюк, Сергій Золотов, Ігор Єсмантович, Юрій Хмильов — по 3, Федір Канарейкін, Сергій Харін, Ігор Расько, Андрій Потайчук — по 2, Костянтин Курашов, Дмитро Миронов, Андрій Смирнов, Михайло Панін — по 1. |
| «Динамо» Москва | 27   | Анатолій Семенов, Олександр Семак, Сергій Петренко — по 5, Володимир Зубрильчев, Олександр Юдін, Олексій Жамнов — по 2, Ігор Дорофєєв, Микола Борщевський, Герман Волгін, Олександр Гальченюк, Олександр Карповцев, Сергій Яшин — по 1. |
| «Хімік»         | 5    | Леонід Трухно — 2, Альберт Малигін, Роман Оксюта, Володимир Щуренко — по 1. |
| ЦСКА            | 5    | В'ячеслав Биков, Сергій Зубов, Валерій Зелепукін, Володимир Малахов, Андрій Хомутов — по 1. |
| «Сокіл»         | 60   | Дмитро Христич — 10, Петро Малков — по 7, Раміль Юлдашев, Валерій Ботвинко — 5, Євген Аліпов — 4, Вадим Кулабухов, Микола Наріманов, Едуард Валіуллін, Анатолій Степанищев, Анатолій Найда — по 3, Олег Синьков, Василь Василенко, Андрій Олексієнко, Алі Бурханов, Валентин Олецький — по 2, Сергій Лубнін, Сергій Кров'яков, Ігор Сливинський, Олександр Савицький — по 1.       |
| «Автомобіліст»  | 66   | Олександр Безроднов — 9, Сергій Осипов — 7, Павло Веліжанін, Захар Гатаулін — по 6, Олег Старков — 5, Володимир Єрьомін, Олег Бойченко, Олексій Дінісін, Віктор Авдєєв, Андрій Ягода, Олександр Каменський — по 3, Дмитро Попов, І. Захаров, Олег Поротников, Вадим Ситников, Євген Мухін — по 2, Олексій Анісімов, Андрій Мартем'янов, Андрій Коршунов, В'ячеслав Мішенін — по 1. |
| «Трактор»       | 28   | Костянтин Астраханцев — 6, Павло Єзовських, Анатолій Чистяков — по 4, Сергій Зайцев, Ігор Матушкін, Олександр Шварьов, Юрій Ісаєв — по 2, Андрій Баландін, Вал. Андрєєв, Сергій Вікулов, Сергій Хрущов, Костянтин Ісаков, Денис Цигуров — по 1. |
| «Динамо» Рига   | 28   | О.Знарок — 3, Ігор Акулінін, Олександр Белявський, В'ячеслав Фандуль, Ігор Павлов, Костянтин Григор'єв, Дмитро Фролов, Євген Семеряк, Володимир Шашов — по 2, Микола Варянов, Ігор Брезгін, Олексій Фроліков, Олександр Керч, Ілмарс Томанс, Маріс Дрелінг, Андрій Матицин, Сергій Скосирєв, В. Хамракулов — по 1.                                                                 |
| СКА             | 27   | Ігор Власов — 6, Леонід Торопченко, Микола Маслов — по 4, В'ячеслав Лавров — 3, Сергій Шенделєв, Володимир Андрєєв, Дмитро Кукушкін, Сергій Тепляков, Сергій Жуков, Дмитро Цвєтков, Сергій Свержов, Дмитро Алехін, Віктор Бєляков — по 1. |
| «Спартак»       | 31   | Олексій Саломатін, Ігор Болдін — по 5, Ігор Мишуков — 4, Михайло Іванов, Юрій Шипіцин, Сергій Агейкін — 3, Олександр Селіванов, Олег Бурлуцький, Олександр Фаткуллін — 1, Дмитро Шамолін, Юрій Ящин — 1, Олексій Ткачук, Олег Марінін, С.Кирюхін — по 1. |